# Lamb (pel·lícula de 1985)
Lamb és una pel·lícula dramàtica irlandesa del 1985, dirigida per Colin Gregg i protagonitzada per Liam Neeson, Hugh O'Conor i Ian Bannen. La pel·lícula està basada en la novel·la de Bernard MacLaverty, qui també va escriure el guió. Va ser estrenada a Irlanda el 10 d'octubre de 1986.

## Argument
Lamb explica la història d'un jove germà cristià, el germà Sebastian, que treballa en una institució catòlica romana per a nens amb problemes a la costa oest d'Irlanda, anomenada "una escola d'acabament per als fills dels pobres ociosos" pel seu cap, el germà Benedict. Allà, els Germans ensenyen als nois a conformar-se en un règim dur i intransigent que el germà Sebastià, el nom real del qual és Michael Lamb, troba profundament desagradable. Els Germans ensenyen als nois "una mica de Déu i molta por".
Quan el seu pare mor, deixant-li un petit llegat, el lligam que el mantenia a casa ha desaparegut i decideix marxar i endur-se a Owen Kane, un nen de 10 anys assetjat i infeliç. La seva decisió també es veu afectada pel fet d'haver fet un vot de pobresa i el germà Benedict espera que lliuri la seva herència als Germans.
Michael s'ha vinculat a Owen. És el nen més petit d'allà i fa dos anys que és a casa. El germà Benedict li pega per pintar grafits a la paret de fora, perquè acaba amb la paraula OK –inicials d'Owen– tot i saber que no va ser Owen qui ho va fer. Owen prové d'una família trencada i d'un pare borratxo i maltractador. Michael no veu com sobreviurà allà i vol donar-li la seva llibertat.
Deixa en secret l'escola i s'emporta l'Owen a Londres amb l'esperança de ser el salvador del nen, tot i que sap que està cometent un acte criminal. Es fan passar per pare i fill i passen d'hotel en hotel. Michael deixa que l'Owen fumi, jugui amb màquines de joc i el porta a un partit de futbol per veure jugar el seu equip favorit Arsenal, però l'Owen, és epilèptic i té un atac. Han de fugir del centre mèdic abans que faci preguntes.
Owen de vegades parla una vegada i una altra i de vegades només s'asseu en silenci. Michael se sent avergonyit durant els silencis i s'adona que l'Owen controla la comunicació entre ells. A mesura que van passant els dies i les setmanes, en Michael se sent més còmode amb els silencis i riu molt.
A mesura que els seus diners disminueixen i la notícia del segrest arriba a la comunitat anglesa, amb la foto d'Owen al diari, Michael es troba sense idees sobre com salvar la vida del nen. A punt de tornar a Irlanda, es troben amb un ex-home de l'exèrcit anomenat Haddock que els parla d'una esquat propera i els diu que es poden mudar. Michael torna a l'hotel per trobar l'Owen ple de llàgrimes pensant que Michael l'ha deixat. En una escena emotiva, Michael li diu a Owen que l'estima i que l'home i el nen s'abracen i s'abracen amb força.
Michael aconsegueix feina, deixant Owen a l'esquat, però torna a trobar que Haddock, que sap que és gai, vesting la seva bata, portant el braç al voltant de les espatlles del nen i ha deixat que Owen fumi cannabis. Michael està preocupat que Haddock pugui haver abusat del nen, o que ho intenti, i decideix que han de marxar.
Decidit a salvar l'Owen de ser obligat a tornar a casa, però adonant-se que no pot tenir cura del nen a causa de la freqüència de les convulsions i la seva incapacitat per controlar-les, Michael l'ofega al mar durant la següent convulsió d'Owen, després d'escoltar-lo descriure l'experiència d'una convulsió com una forma d'alegria. L'ofegament es representa com un baptisme mentre Michael crida a Déu mentre manté Owen sota l'aigua. Després d'haver assassinat el nen, Michael intenta ofegar-se, però no pot fer-ho. La pel·lícula acaba amb la posta de sol, el cos d'Owen estirat a la sorra i Michael abraçant-se els genolls i mirant-lo amb profund pensament.

## Repartiment
- Liam Neeson com a Michael Lamb
- Harry Towb com a sacerdot
- Hugh O'Conor com a Owen Kane
- Frances Tomelty com a senyora Kane
- Ian Bannen com el germà Benedict
- Ronan Wilmot com el germà Fintan
- Denis Carey com el Sr. Lamb
- David Gorry com O'Donnell
- Andrew Pickering com a Murphy
- Stuart O'Connor com a O'Holloran
- Ian McElhinney com a Maguire
- Dudley Sutton com a Haddock
- Nigel Humphreys com a policia
- Eileen Kennally com a dona veïna
- Lorna Ellis com a noia tímida